# اچ‌ام‌اس اسپنسر (۱۸۰۰)
اچ‌ام‌اس اسپنسر (۱۸۰۰) (به انگلیسی: HMS Spencer (1800)) یک کشتی بود که طول آن ۱۸۰ فوت ۱۰ اینچ (۵۵٫۱۲ متر) بود. این کشتی در سال ۱۸۰۰ ساخته شد.